# Leonard L. Thomas
Leonard Lee Thomas (Muskogee, 31 de agosto de 1961) es un actor estadounidense, reconocido principalmente por su trabajo en varias películas del cineasta Spike Lee.

## Biografía
Thomas nació en Muskogee, Oklahoma en 1961. Desde su debut en el cine en el filme School Daze, el actor ha aparecido en una gran cantidad de películas y series de televisión, entre las que destacan las obras de Spike Lee Do the Right Thing, Mo' Better Blues y Malcolm X. Ha registrado actuaciones en otras producciones como Bad Lieutenant, Black Snake Moan, Gemini Division y Law & Order.

## Filmografía

### Cine y televisión
- 2021 - Black
- 2020 - Insecure
- 2020 - The Crack'd Nutz Experiment
- 2018 - This Is Us
- 2016 - The Sin Within
- 2014 - The Flip Side (corto)
- 2012 - Prom Night (corto)
- 2011 - Threading Needles
- 2010 - Consinsual
- 2009 - Angel Wishes: Journey of a Spiritual Healer
- 2008 - Gemini Division
- 2008 - The Man Who Came Back
- 2007 - Vile (corto)
- 2006 - Black Snake Moan
- 2006 - The Shaggy Dog
- 2006 - Freedomland
- 2006 - Papa Joe (corto)
- 2005 - The Man
- 2005 - Coach Carter
- 2004 - LAX
- 2004 - Twisted
- 2003 - Miss Match
- 2003 - S.W.A.T.
- 2002 - xXx
- 2002 - Star Wars: Episode II - Attack of the Clones
- 2002 - Changing Lanes
- 2002 - The Comeback (corto)
- 1992-2001 - Law & Order
- 2001 - The Caveman's Valentine
- 1998 - The Negotiator
- 1997 - Eve's Bayou
- 1996 - A Time to Kill
- 1996 - Girl 6
- 1995 - Clockers
- 1995 - Major Payne
- 1994 - Drop Squad
- 1994 - The Cowboy Way
- 1994 - The Cosby Mysteries
- 1993 - Snake Eyes
- 1992 - No Saving Grace
- 1992 - Malcolm X
- 1992 - Bad Lieutenant
- 1991 - At the Bus Stop
- 1990 - The Return of Superfly
- 1990 - Mo' Better Blues
- 1990 - King of New York
- 1989 - Do the Right Thing
- 1988 - The Laser Man
- 1988 - School Daze
- 1985 - Deathly Realities (corto)